# جورج راسموسن
جورج راسموسن (بالنرويجية: Georg Anton Rasmussen)‏ (و. 1842 – 1914 م) هو رسام نرويجي، ولد في ستافانغر، توفي في برلين، عن عمر يناهز 72 عاماً.